# Paraponera dieteri
Paraponera dieteri — викопний вид мурах роду Paraponera з підродини Paraponerinae. Скам'янілості цього виду були знайдені в Домініканському бурштині у Центральній Америці та описані Бароні Урбані в 1994 році. Зараз скам'янілості знаходяться в колекції Державного музею природної історії Штутгарта. Той факт, що він був знайдений в Домініканській Республіці, свідчить про приналежність цього виду до тропічної зони.

## Опис
Велика мурашка чорного кольору (близько 2 см в довжину), з 12-члениковими вусиками, поздовжньою борозенчастістю та вузькою головою. Мандибули з 10-11 дрібними зубчиками. Скапус довгий і трохи перевершує потиличний край голови. Довжина голови 45 мм, ширина голови 36 мм, довжина скапуса 36 мм, довжина грудей 51 мм. Вид був вперше описаний в 1994 році італійсько-швейцарським мірмекологом Чезаріо Бароні-Урбані за єдиним екземпляром мурахи-робітника, що був знайдений у шматку бурштину розміром 4,7 × 2 см коричневого кольору з зеленуватим віддітком. Вид був названий на честь Dieter Schlee, який відповідав за створення колекції домініканського бурштину в Штутгартському музеї.